# بلیغ حمدی
بلیغ حمدی (عربی: بلیغ حمدی؛ زاده ۷ اکتبر ۱۹۳۲ – درگذشت ۱۷ سپتامبر ۱۹۹۳) آهنگساز اهل کشور مصر بود. وی آهنگ‌های برجسته‌ای را برای خوانندگان مشهور عرب در طی دهه‌های ۶۰ و ۷۰ میلادی ساخت.

## استفاده غیرمجازجی زیاز خساره خساره
وارث بلیغ حمدی مدعی شد که جی زی از ملودی خساره خساره در ترانه محبوب دهه ۹۰ خود، استفاده کرده‌است. در ۳۰ مارس ۲۰۱۵ یک قاضی در کالیفرنیا موضوع را برای محاکمه تنظیم کرد. سرانجام در ۲۱ اکتبر ۲۰۱۵ قاضی منطقه‌ای ایالات متحده، کریستینا اسنایدر ناگهان طرح دعوی علیه جی زی و آهنگسازش تیمبالند را پیش از تصمیم هیئت ژوری و به دلیل اینکه وارث آهنگساز مصری، حق پیگیری ادعای نقض حق نشر را ندارد رد کرد.